# Əyyublu
Əyyublu è un comune dell'Azerbaigian situato nel distretto di Tovuz. Conta una popolazione di 9 983 abitanti.